# 428
428 (CDXXVIII) fue un año bisiesto comenzado en domingo del calendario juliano, en vigor en aquella fecha.
En el Imperio romano, el año fue nombrado el del consulado de Felix y Toro, o menos comúnmente, como el 1181 Ab urbe condita, adquiriendo su denominación como 428 a principios de la Edad Media, al establecerse el anno Domini.

## Acontecimientos

### Europa
- Los alanos derrotan a suevos y a romanos en la Batalla de Mérida.
- Los sajones derrotan a pictos y escotos, los cuales se establecen en las costas de Kent (Inglaterra).
- Los francos ocupan una parte de la Renania germana.
- 10 de abril: el teólogo Nestorio el Isaurio se convierte en Patriarca de Constantinopla.
- Valentiniano III nombra rey de los francos salios a Clodión, hijo de Faramundo.
- Las tropas de Aecio obligan a un grupo de francos ripuarios a someterse, o a volver a cruzar el Rin.
- Genserico es rey de vándalos y alanos (hasta 477). Ocupan Sevilla y Cartagena. Entre este año y el siguiente, 429, pasan a África,[1] invitados por el Comes Bonifacio.[2]
- Surge el Nestorianismo, calificado de herejía en el 431.

### Asia
- Juan I es nombrado patriarca de Antioquía, hasta 442.
- El rey sasánida Bahram V conquista Armenia.

## Fallecimientos
- Gunderico, rey de vándalos y alanos.
- Teodoro de Antioquía, obispo de Seleucia.
- Faramundo.